# Калев, Ивайло
Ивайло Калев (болг. Ивайло Калев, родился 9 мая 1946 года) — болгарский хоккеист, игравший на позиции нападающего. Выступал за софийские клубы ЦСКА и «Академик», а также за «Металлург» из Перника. В составе сборной Болгарии — участник Зимних Олимпийских игр 1976 года, провёл 5 игр на Олимпиаде в групповом этапе и квалификационный матч (все их Болгария проиграла). В игре против Японии (5:7) забросил шайбу (18:17) и отдал голевую передачу на Илию Бочварова при численном большинстве (44:37), в игре против Югославии (5:8) отдал ещё одну голевую передачу отдал на Бочварова также при численном большинстве (57:25). Заработал два двухминутных удаления (4 минут штрафа). Участник чемпионатов мира в группе B в 1970 и 1976 году и в группе C в 1967, 1969, 1971, 1972, 1974 и 1975 годах.